# Arroyo Sarandí Grande
El arroyo Sarandí Grande es un curso de agua de Uruguay que atraviesa el departamento de Treinta y Tres de norte a sureste. Pertenece a la cuenca hidrográfica de la laguna Merín.
Nace en la cuchilla de Dionisio, muy próximo al departamento de Cerro Largo, y desemboca en la laguna Merín, tras recorrer alrededor de 70 km. Su principal afluente es el arroyo Sarandí Chico.